# OpenDisc
OpenDisc — проект по созданию набора программного обеспечения с открытым исходным кодом для пользователей Microsoft Windows на одном диске.
Целями проекта являются: «предоставить бесплатную альтернативу дорогостоящему программному обеспечению, с равным или более высоким качеством, чем эквиваленты коммерческого или условно бесплатного программного обеспечения для Microsoft Windows», и «продемонстрировать возможность использования Linux в качестве операционной системы для дома, бизнеса и образования».
Проект был создан в сентябре 2007 года и сменил проект Криса Грея TheOpenCD, закрытый из-за многочисленных трудностей, которые по мнению автора, негативно сказывается на ходе вышеупомянутого проекта Canonical.
С 27 сентября 2007 года, проект OpenCD больше не развивается (бывший проект OpenCD был заменен OpenDisc).

## Состав OpenDisc
Версия 12.09 включает в себя последние на момент выхода (сентябрь 2012 года) версии — следующих программ:
- Графика:
  - Blender 2.63a — пакет для создания трёхмерной компьютерной графики, включающий в себя средства моделирования, анимации, рендеринга, постобработки видео, а также создания интерактивных игр.
  - Dia 0.97.2-2 — редактор диаграмм. Он может быть использован для создания различных видов диаграмм: блок-схем алгоритмов программ, древовидных схем, статических структур UML, баз данных, диаграмм сущность-связь, радиоэлектронных элементов, потоковых диаграмм, сетевых диаграмм и других.
  - The GIMP 2.8.2 — GNU Image Manipulation Program, растровый графический редактор. Программа для создания и обработки растровой графики и частичной поддержкой работы с векторной графикой.
  - Inkscape 0.48.2-1 — векторный графический редактор, удобен для создания как художественных, так и технических иллюстраций (вплоть до использования в качестве САПР общего назначения).
  - Scribus 1.4.1 — приложение для визуальной вёрстки документов, по концепции аналогичное Adobe InDesign и QuarkXPress.
  - Tux Paint 0.9.21c — программа для рисования, ориентированная на маленьких детей.
- Обучение:
  - CaRMetal 3.7.1
  - Guido van Robot 4.4
  - Maxima 5.28.0-2 — система компьютерной алгебры.
- Игры:
  - Battle for Wesnoth 1.10.4 — пошаговая стратегическая компьютерная игра в жанре фэнтези.
  - Enigma 1.01 — компьютерная игра, основана на более ранней игре Oxyd.
  - Freeciv 2.3.2 — многопользовательская пошаговая стратегическая компьютерная игра, созданная по мотивам серии Сида Мейера Civilization (ближе всего к Civilization II).
  - FreeCol 0.10.5 — компьютерная игра в жанре пошаговой стратегии, свободный клон игры «Колонизация» Сида Мейера.
  - Nevergames 1.5.4
  - PokerTH 0.9.5
  - Sokoban YASC 1.577
  - TuxMath 2.0.3
  - TuxType 1.8.1
- Интернет:
  - Alliance 1.0.6
  - Azureus 2.5.0.4 — программное обеспечение для работы с файлообменными сетями по протоколу BitTorrent с поддержкой анонимного обмена данными по протоколам I2P, Tor и Nodezilla.
  - FileZilla 3.5.3 — FTP-клиент, поддерживает FTP, SFTP, и FTPS (FTP через SSL/TLS).
  - Firefox 15.0 — веб-браузер, входящий в набор программ Mozilla Application Suite, разработкой и распространением которого занимается Mozilla Corporation. Третий по популярности браузер в мире и первый среди свободного ПО.
  - HTTrack 3.46.1 — офлайн-браузер. Позволяет загружать веб-сайты из Интернета на локальный компьютер.
  - Miro 5.0.2 — приложение для просмотра интернет-телевидения разработанное Participatory Culture Foundation.
  - Pidgin 2.10.6 — модульный клиент мгновенного обмена сообщениями. Поддерживает наиболее популярные протоколы.
  - RSSOwl 2.1.4
  - SeaMonkey 2.12 — набор программ для работы в Интернете. Является прямым продолжением Mozilla Suite.
  - Thunderbird 15.0 — программа для работы с электронной почтой и группами новостей, а при установке расширения Lightning, и с календарём. Является составной частью проекта Mozilla. Поддерживает протоколы: SMTP, POP3, IMAP, NNTP, RSS.
  - TightVNC 2.5.2 — реализация VNC с расширениями для оптимизации работы в условиях медленных каналов передачи данных. Позволяет обращаться дистанционно к рабочему столу другого компьютера через клиентскую программу или браузер, используя встроенный веб-сервер.
- Мультимедиа:
  - Audacity 2.0.2 — редактор звуковых файлов, ориентированный на работу с несколькими дорожками.
  - Avidemux 2.5.6 — приложение, предоставляющее возможности для быстрого и несложного редактирования видеофайлов (удаления ненужных частей, наложения всевозможных фильтров и последующего кодирования). Поддерживается работа с различными типами видео, имеется богатый набор фильтров
  - Celestia 1.6.1 — трёхмерная астрономическая программа. Программа, основываясь на каталоге HIPPARCOS, позволяет пользователю рассматривать объекты размерами от искусственных спутников до полных галактик в трёх измерениях. В отличие от большинства других виртуальных планетариев, пользователь может свободно путешествовать по Вселенной.
  - InfraRecorder 0.52 — компьютерная программа для записи CD и DVD.
  - Really Slick Screensavers 1.00
  - Songbird 2.0.0 — проигрыватель. Основной режим работы — работа с библиотекой.
  - Stellarium 0.11.4 — виртуальный планетарий. Со Stellarium возможно увидеть реалистичное небо в режиме реального времени — то, что можно видеть средним и даже крупным телескопом. Также программа предоставляет возможность наблюдения за солнечными затмениями и движением комет.
  - Sumatra PDF 2.1.1 — программа, предназначенная для просмотра и печати документов в форматах PDF, DjVu, FB2, ePub, MOBI, CHM, XPS, CBR/CBZ.
  - TuxGuitar 1.2 — программа для записи партитур и редактирования табулатур. Позволяет работать с MIDI.
  - Медиапроигрыватель VLC 2.0.3 — медиапроигрыватель со встроенным пакетом кодеков, который можно использовать в качестве сервера для трансляции потока аудио/видео по сети. Медиапроигрыватель VLC может воспроизводить DVD и потоковое незашифрованное (без DRM) видео (IPTV) и интернет-радио. Также программа может записывать потоковое аудио/видео на компьютер.
- Офисные программы:
  - DjVuLibre 3.5.25+4.9 — набор библиотек и утилит для создания, просмотра и редактирования DjVu-файлов.
  - FreeMind 0.9.0 — программа для создания диаграмм связей. Программа обладает расширенными возможностями экспортирования. Экспорт XHTML позволяет создать карту-схему с разветвленной структурой и ссылками на внешние источники.
  - GanttProject 2.5.5 — программа, предназначенная для планирования проектов на основе построения диаграмм Ганта и диаграмм типа PERT. Поддерживается импорт/экспорт документов Microsoft Project.
  - GnuCash 2.4.11 — программа финансового учёта (доходы, расходы, банковские счета, акции). Имеет иерархическую систему счетов, может разбивать одну транзакцию на несколько частей, напрямую импортировать данные счетов из Интернет (формат электронной выписки — SWIFT MT940), поддерживает Accounting Periods. Базируется на профессиональных принципах бухгалтерского учёта. Поставляется с набором стандартных отчётов и позволяет создавать свои собственные отчёты, как новые, так и видоизменённые из поставленных.
  - Notepad2 4.2.25 — текстовый редактор. Построен на принципах Microsoft Notepad — быть маленьким, быстрым и полезным.
  - LibreOffice 3.6.1 — независимый офисный пакет, разрабатываемый The Document Foundation как ответвление от разработки OpenOffice.org.
- Утилиты:
  - 7-zip 9.20 — файловый архиватор с высокой степенью сжатия данных. Поддерживает несколько алгоритмов сжатия и множество форматов данных, включая собственный формат 7z c высокоэффективным алгоритмом сжатия LZMA.
  - Abakt 0.9.5
  - ClamWin 0.97.5 — антивирусный сканер. Обеспечивает графический интерфейс к пакету Clam Antivirus.
  - GTK+ 2.22.0-2 — библиотека элементов интерфейса.
  - TrueCrypt 7.1a — программа для шифрования «на лету» (On-the-fly encryption). Она позволяет создавать виртуальный зашифрованный логический диск, хранящийся в виде файла. С помощью TrueCrypt также можно полностью шифровать раздел жёсткого диска или иного носителя информации, такой как флоппи-диск или USB флеш-память. Все сохранённые данные в томе TrueCrypt полностью шифруются, включая имена файлов и каталогов.
  - Workrave 1.9.4 — программное обеспечение, разработанное для сохранения здоровья человеку, который постоянно находится за компьютером. Эта программа помогает в предупреждении и лечении синдрома запястного канала и снятии общего мышечного напряжения.